# Aquila e Priscilla
Aquila e Priscilla furono due coniugi giudei, discepoli di san Paolo, convertiti al Cristianesimo e appartenenti alla prima generazione cristiana. Vivevano a Roma dove erano fabbricanti di tende. Si parla di loro negli Atti degli Apostoli. Sono venerati come santi dalla Chiesa cattolica.
Le grafie greche dei nomi sono rispettivamente  Ἀκύλας, Akúlas, e Πρίσκιλλα, Priskilla.

## Nel Nuovo Testamento
Priscilla è diminutivo di Prisca e appare negli Atti degli Apostoli; invece nelle lettere paoline appare sempre la forma originale Prisca. Per questo motivo alcuni identificano Priscilla con santa Prisca, patrona delle catacombe romane, morta con il marito per decapitazione.
Lasciarono Roma in seguito all'espulsione voluta dell'imperatore Claudio contro i giudei (anno 49 o 50) e si stabilirono a Corinto (Atti 18,1-3), dove diedero ospitalità all'apostolo Paolo di Tarso durante la sua prima visita alla città; lavoravano insieme, visto che erano dello stesso mestiere.
Non si conosce la data della loro conversione alla fede cristiana.
Accompagnarono Paolo a Efeso (Atti 18,18-19), istruirono l'alessandrino Apollo (Atti 18,26), ospitarono di nuovo l'apostolo Paolo per tre anni durante il suo terzo viaggio missionario, e nella loro casa si riuniva la comunità cristiana (1 Corinzi 16,19), lasciarono Efeso per Roma, probabilmente dopo la sommossa provocata dall'argentiere Demetrio (Atti 19,24-41).

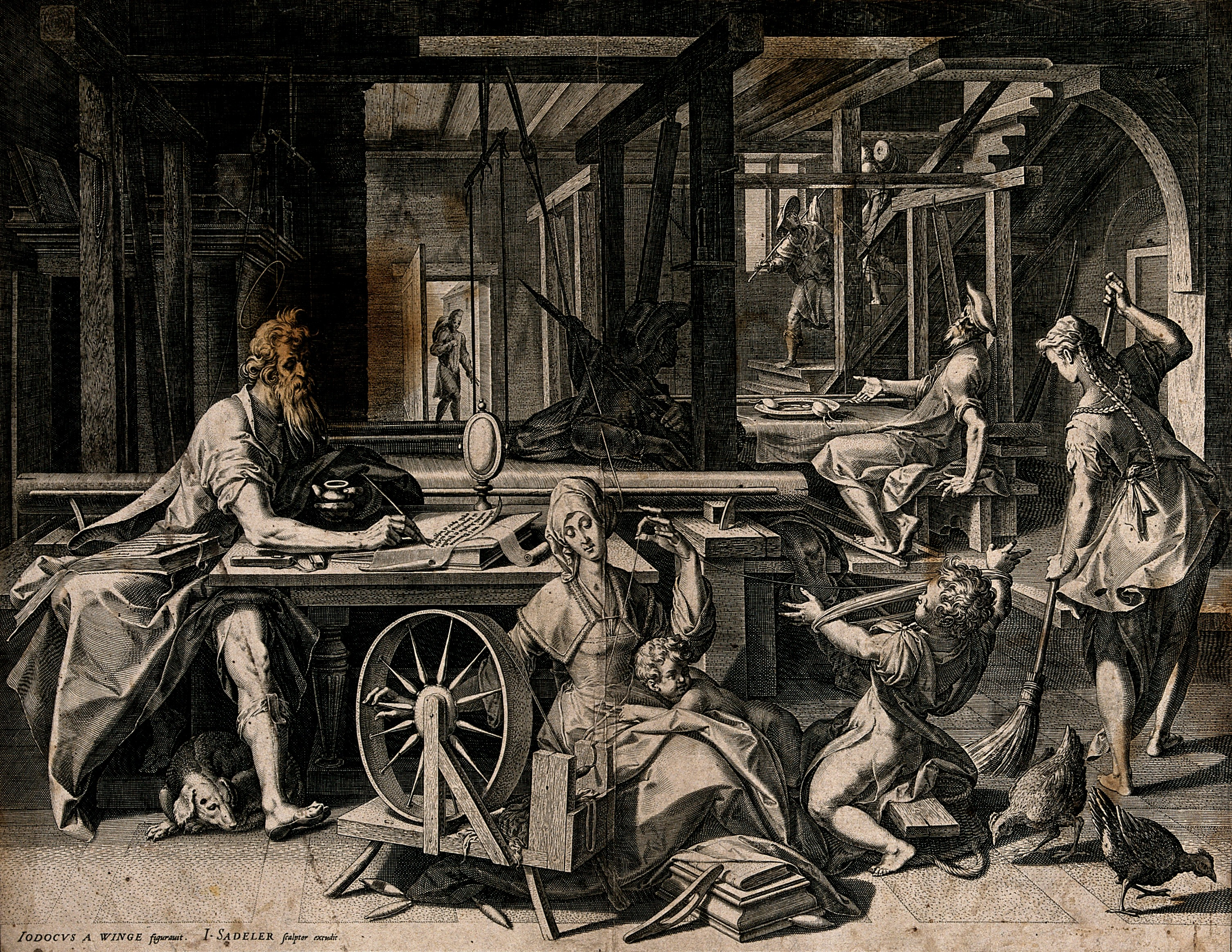
San Paolo ospite in casa di Aquila e Priscilla, incisione

Anche a Roma si riuniva una comunità cristiana in casa loro (Romani 16,3-5). Tuttavia lasciarono nuovamente la città, probabilmente per la persecuzione di Nerone, e si stabilirono un'altra volta a Efeso (2Tim 4,19).
Varie volte il Nuovo Testamento menziona Priscilla prima di Aquila, e la causa non è nota. Le varie opinioni sono passate in rassegna da Karl Josef Rudolph Cornely nell'opera Commentarius in epistolam ad Romanos (Parigi, 1896, p. 772). Lo stesso autore analizza anche i frequenti cambi di residenza dei due al momento di commentare Romani 16,3-5.

## Culti e patronati in Italia e estero
Il Martirologio Romano li commemora l'8 luglio.
Sant'Aquila è patrono della squadra di calcio italiana della Lazio, prima società sportiva a poter vantare un'icona santificale, che l'ha ufficialmente istituito su proposta di un tifoso.